# Rosulabryum leptoneurum
Rosulabryum leptoneurum là một loài Rêu trong họ Bryaceae. Loài này được (P. de la Varde) Ochyra mô tả khoa học đầu tiên năm 2003.